# Jack Starr

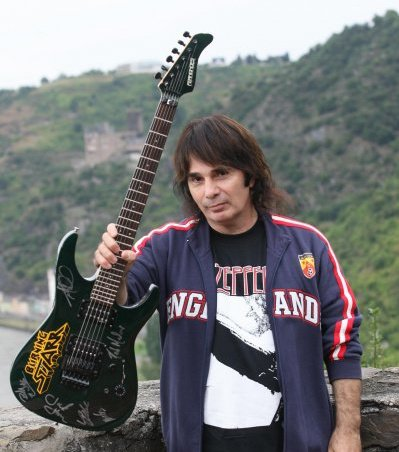
Jack Starr (2012)

Jack Starr ist ein US-amerikanischer Rock- und Heavy-Metal-Gitarrist und neben dem Sänger David DeFeis ein Gründungsmitglied der New Yorker Heavy-Metal-Band Virgin Steele, die 1981 gegründet wurde. Bereits nach zwei Alben (1981: Virgin Steele, 1982: Guardians Of The Flame) verließ Starr aufgrund musikalischer Meinungsverschiedenheiten mit David DeFeis 1983 die Band. Er strengte einen Prozess gegen DeFeis an, da er der Meinung war, dieser sei nicht berechtigt, den Bandnamen Virgin Steele weiterhin zu benutzen. Die Richter sahen das anders und so verblieb der Name bei David DeFeis und der Band.
Während DeFeis Virgin Steele in den Folgejahren zu einer bei Metalfans in aller Welt bekannten Band ausbaute, hatte Jack Starr weniger Glück und Erfolg. Zwischen 1984 und 1989 brachte er ein Soloalbum sowie mit der nach ihm benannten Band Burning Starr mehrere in der amerikanischen Metal-Szene einigermaßen erfolgreiche aber international wenig beachtete Alben heraus, auf denen klassischer Achtziger-Metal der alten Schule zu hören war. Gegen Ende der achtziger Jahre jedoch wirkte die Musik von Burning Starr, verglichen mit dem Output von zu dieser Zeit aufsteigenden Bands und späteren Superstars wie Metallica und Poison, nicht mehr zeitgemäß. 1989 war die Fanbasis stark geschrumpft, Burning Starr lösten sich auf. Im gleichen Jahr hatte Starr noch ein kurzes Gastspiel auf dem wenig Aufsehen erregenden Debütalbum der Metalband Strider.
In der Folgezeit machte Starr eine musikalische Pause. Im Jahr 2003 gründete er eine neue Band mit Namen Guardians Of The Flame, die bislang lediglich das Album Under A Savage Sky veröffentlichte.
In den Jahren 2008 und 2009 trat er mit seiner Band wieder unter dem Namen Jack Starr's Burning Starr auf den Magic Circle Festivals auf. 2009 erschien das Comeback-Album Defiance. Die weiteren Musiker sind Ned Meloni am Bass, Todd Michael Hall am Gesang sowie Rhino, ehemaliger Drummer von Manowar, als Gast-Schlagzeuger. 2011 wurde der Nachfolger Land Of The Dead herausgebracht.